# Парламентарни избори у Србији 1878.
Први избори за Народну скупштину, после прогласа независности Србије, извршени су у целој земљи 29. октобра 1878. Право избора народних посланика дато је и новоослобођеним крајевима, иако су за те крајеве важиле сасвим друге управне одредбе. Бирано је у целој земљи 129 посланика. Кнез је имао право да наименује још 43 посланика, тако да је нова Народна скупштина, сазвана за 21. новембар 1878. y Ниш, имала у свему 172 посланика. Претежну већину на изборима добили су либерали.